# Warhammer 40.000
Warhammer 40.000 (neuradno poznana tudi kot Warhammer 40k ali samo 40k) je namizna taktična igra za dva igralca ali več, ki jo izdaja angleško podjetje Games Workshop. Igralci se bojujejo z vojskami, ki jih sestavljajo figure vojakov, konjenice in drugih bitij ter bojnih strojev v osnovnem merilu 28 mm (približno 1:65). 
Ozadje za igro je znanstvenofantastična zgodba z elementi fantazije v izmišljenem vesolju 41. tisočletja, kjer je človeštvo poselilo velik del naše galaksije in se za preživetje bori z množico nezemeljskih ras. Gre za distopično, temačno okolje, ki ga ponazarja tudi slogan igre: »In the grim darkness of the far future, there is only war.« (slovensko »V kruti temačnosti daljne prihodnosti obstaja samo vojna«). Skupno lahko igralci izbirajo med 12 frakcijami, ki predstavljajo zemeljske in nezemeljske rase, njihove enote pa na igralni površini predstavljajo miniaturne figurice, ki jih izdelujeta podjetji Citadel Miniatures in Forge World (obe del Games Workshop).
Prva izdaja igre je izšla leta 1987 pod imenom Rogue Trader kot futuristična različica fantazijske igre Warhammer Fantasy Battles, pravila zanjo je napisal Rick Priestley. Priestley je še vedno član skupine oblikovalcev, trenutno aktualna izdaja igre je deveta, ki je izšla leta 2020. Na osnovi zgodbe je po licenci nastala tudi množica stripov, romanov, namiznih in računalniških iger (med njimi najnovejša Dawn of War) ter drugih del, ki se dogajajo v istem izmišljenem vesolju in podajajo svoje aspekte osnovne zgodbe oz. jo razširjajo.

## Mehanika in potek igre
V osnovi je igra za dva igralca, mehaniko pa je možno razširiti na poljubno število igralcev. V nadaljevanju je opisan potek igre dveh igralcev. Vsak izmed njiju upravlja vojsko iz miniaturnih figuric, ki je vredna predhodno dogovorjeno število točk. Vse enote in njihove nadgradnje imajo vrednost v točkah, ki se pri sestavljanju vojske seštevajo do dogovorjene vsote. Poleg vrednosti v točkah ima vsaka enota lastnosti, izražene v številkah, ki vplivajo na izid boja med enotami.
Bojno polje je ravna površina, ki je lahko standardnih dimenzij 6×4 čevljev ali po izbiri igralcev, na kateri so poljubno razporejeni kosi terena, ki vplivajo na premikanje enot in njihovo vidno polje. Pred začetkom igre igralca izmenično postavita vse svoje enote na temu določeno območje bojnega polja (največkrat v pasu 12 ali 15 palcev od roba), zmagovalec meta kocke pa lahko izbira, kdo bo začel.
Igralca nato izmenično v potezah upravljata s svojimi enotami. Vsaka poteza je sestavljena iz treh faz: premikanja, streljanja in boja na blizu, ki si sledijo ena za drugo. Tako mora vsak igralec najprej premakniti vse enote, ki jih želi, nato streljati z vsemi in na koncu opraviti boj na blizu. Po tistem ko se konča vsaka od faz, ustrezna akcija ni več mogoča. Enote se lahko premikajo kamorkoli na bojnem polju največ do predpisane razdalje (pri večini je to 6 palcev), razen v območja s terenom, ki je klasificiran kot neprehoden. Sledi streljanje; vsaka enota lahko ustreli enkrat s strelnim orožjem, če ga ima, po nasprotnikovi enoti do razdalje, ki je predpisana orožju. Nepredvidljiv element je met kocke; odvisno od sposobnosti enote mora igralec vreči več od določene vrednosti na šeststrani kocki da strel zadane. Ponoven met kocke določi, ali je zadetek poškodoval enoto (odvisno od moči orožja in odpornosti ciljane enote), le-ta pa se ima nato možnost ubraniti poškodbe s svojim oklepom (ta met opravi nasprotnik). Uspešno poškodovana enota je v večini primerov nato odstranjena iz igre. Po podobnem sistemu poteka boj na blizu, le da tu igralca primerjata sposobnosti obeh enot za boj na blizu, od česar je odvisna vrednost pri metu kocke, ki zadostuje za zadetek.
Cilj igre je uničiti čim več nasprotnikovih enot ob izgubi čim manj lastnih, v posameznih misijah pa je lahko cilj tudi zavzetje nasprotnikovega območja postavitve ali objektov na mizi, uničenje kakšne specifične enote ipd.
Pravila so razložena v osnovni knjigi, vsaka izmed frakcij pa ima tudi lastno knjigo (t. i. Codex), ki opisuje zanjo specifične enote, njihovo opremo in sposobnosti.

## Warhammer 40.000kot hobi
Miniature, ki jih izdelujeta podjetji Citadel Miniatures in Forge World, se prodajajo nesestavljene in nepobarvane. Igralec jih mora pred uporabo tako sestaviti, pri čemer se aktivno vzpodbuja spreminjanje osnovne oblike (t. i. konvertiranje) z uporabo koščkov drugih miniatur ali modelirne mase, kot pobarvati. Citadel Miniatures izdeluje akrilne barve na vodni osnovi, uporabne pa so tudi akrilne barve drugih proizvajalcev.
Games Workshop prireja tudi tekmovanja, kjer ocenjujejo izdelavo in barvanje figur.